# Philippa de Hainaut
Philippe de Hainaut, dite aujourd’hui Philippa ou Philippine (vers 1314 – 15 août 1369), fille du comte Guillaume Ier de Hainaut, fut reine d'Angleterre, en tant qu'épouse du roi Édouard III d'Angleterre. Elle joua un rôle actif dans le conseil royal au début de la guerre de Cent Ans et patronna le chroniqueur Jean Froissart mais ne put faire prévaloir ses droits à la succession du comté de Hainaut.

## Biographie

### Jeunesse et mariage
Philippa est probablement née à Valenciennes en Hainaut. Elle est la fille de Guillaume Ier de Hainaut dit le Bon et Jeanne de Valois, elle-même petite-fille de Philippe III de France, fille de Charles de Valois et de Marguerite d'Anjou, nièce de Philippe IV de France et sœur de Philippe VI de France dit de Valois. Édouard, duc de Guyenne, son futur époux, prit l’engagement le 27 août 1326 de l'épouser dans les deux années à venir. Elle se maria à Édouard, d'abord par procuration : ce dernier dépêchant Roger Northburgh, l'évêque de Coventry et Lichfield, pour « l'épouser en son nom » à Valenciennes en octobre 1327. Ensuite, le mariage fut célébré en la cathédrale d'York le 24 janvier 1328, quelques mois après l'accession d'Édouard au trône d'Angleterre. En août 1328, celui-ci fixa également le douaire de son épouse.

### Reine d'Angleterre
Philippa accompagne Édouard dans ses expéditions en Écosse en 1333 et en Flandre entre 1338 et 1340, où elle est acclamée pour sa gentillesse et sa compassion. Elle est surtout connue comme une épouse compatissante qui, en 1347, intercéda auprès de son mari venu faire la guerre à son oncle, Philippe VI de Valois, pour le persuader d'épargner la vie des bourgeois de Calais, alors qu'il avait prévu de les faire exécuter pour servir d'exemple auprès de la population, à l'issue du siège de Calais.
Pendant les expéditions de son mari, elle assure des responsabilités gouvernementales importantes, participe aux réunions du conseil et à la correspondance officielle, y compris pour l'envoi de troupes. Cependant, elle n'a jamais exercé de commandement militaire et son rôle lors de la bataille de Neville's Cross contre les Écossais, en 1346, est une fiction tardive.
Elle protège plusieurs lettrés wallons dont le chroniqueur Jean Froissart qui est à son service de 1361 à 1366 et peut ainsi recueillir de nombreuses informations auprès de la noblesse anglaise et écossaise.
Son frère Guillaume II (d’Avesnes) comte de Hainaut, détenteur également des comtés de Zélande et de Hollande ainsi que de la seigneurie de Frise, était décédé en 1345 : ces héritages vacants furent dévolus après accord avec sa sœur, Marguerite comtesse de Hainaut, épouse de Louis IV de Bavière, empereur du Saint-Empire, à ladite Marguerite. Cependant, en 1364 et 1365, Édouard III  revendique à nouveau, au nom de son épouse Philippa, le Hainaut et les autres héritages passés dans les mains des ducs de Bavière-Straubing : les revendications avancées n’aboutissent pas en sa faveur, la coutume de ces provinces privilégiant la passation par primogéniture masculine.

### Descendance
Philippa et Édouard eurent douze enfants :
1. Édouard de Woodstock, dit le Prince Noir (1330-1376), prince de Galles. En 1361, il épouse Jeanne de Kent (1328-1385). Ils sont les parents de Richard II, successeur d'Édouard III ;
2. Isabelle, dite de Woodstock (1332-1379), épouse en 1365 Enguerrand VII de Coucy (1340-1397)[10] ;
3. Jeanne, dite de la Tour (1333/4-1348)[10];
4. Guillaume de Hatfield (1337-1337)[10];
5. Lionel d'Anvers (1338-1368), duc de Clarence. En 1352, il épouse Élisabeth de Bourg (1332-1363). En 1368, il se remarie avec Violante Visconti (1354-1389) ;
6. Jean de Gand (1340-1399), duc de Lancastre. En 1359, il épouse Blanche de Lancastre (1342-1368). En 1371, il se remarie avec Constance de Castille (1354-1394), fille de Pierre Ier de Castille. En 1396, il se remarie avec Katherine Swynford (1350-1403). Jean de Gand est le père d'Henri IV, roi d'Angleterre, et est à l'origine de la Maison de Lancastre ;
7. Edmond de Langley (1341-1402), duc d'York. En 1372, il épouse Isabelle de Castille (1355-1392), fille de Pierre Ier de Castille. En 1393, il se remarie avec Jeanne Holland (1380-1434). Edmond de Langley est à l'origine de la Maison d'York ;
8. Blanche, dite de la Tour (1342-1342)[10];
9. Marie, dite de Waltham (1344-1361), épouse en 1361 Jean IV (1339-1399), duc de Bretagne ;
10. Marguerite, dite de Windsor (1346-1361), épouse en 1359 Jean de Hastings (1347-1375), 2e comte de Pembroke ;
11. Guillaume de Windsor (1348-1348) ;
12. Thomas de Woodstock (1355-1397), duc de Gloucester. En 1376, il épouse Éléonore de Bohun (1366-1399).

### Décès
Philippa meurt au château de Windsor le 15 août 1369. Elle est enterrée dans l'abbaye de Westminster (Ouestmoutiers en français de l'époque), le 9 janvier de l'année suivante.

## Dans la fiction
Philippa de Hainaut est un personnage secondaire des Rois maudits de Maurice Druon. Elle apparaît très brièvement vers la fin du cinquième volume, La Louve de France et de façon un peu plus soutenue dans le volume suivant, Le Lis et le Lion. Dans les adaptations de l’œuvre de Druon à l'écran, elle est incarnée par Françoise Burgi dans la mini-série de 1972 réalisée par Claude Barma et par Marie de Villepin dans celle de 2005 réalisée par Josée Dayan.